# Charinus decu
Charinus decu är en spindeldjursart som först beskrevs av Quintero 1983.  Charinus decu ingår i släktet Charinus och familjen Charinidae. Inga underarter finns listade i Catalogue of Life.